# Аптека Лаче
Аптека Лаче — одно из старейших зданий Донецка (построена в XIX веке), одна из первых аптек города.

## Здание аптеки
Здание расположено в Ворошиловском районе Донецка, дом № 5 по улице Артёма (ранее Первая линия) у Предзаводской площади. Заведение функционировало как «аптека Новороссийскаго общества Камменоугольных копей». Арендатором был бельгиец Иван Иванович Лаче под именем которого аптека известна в настоящее время.

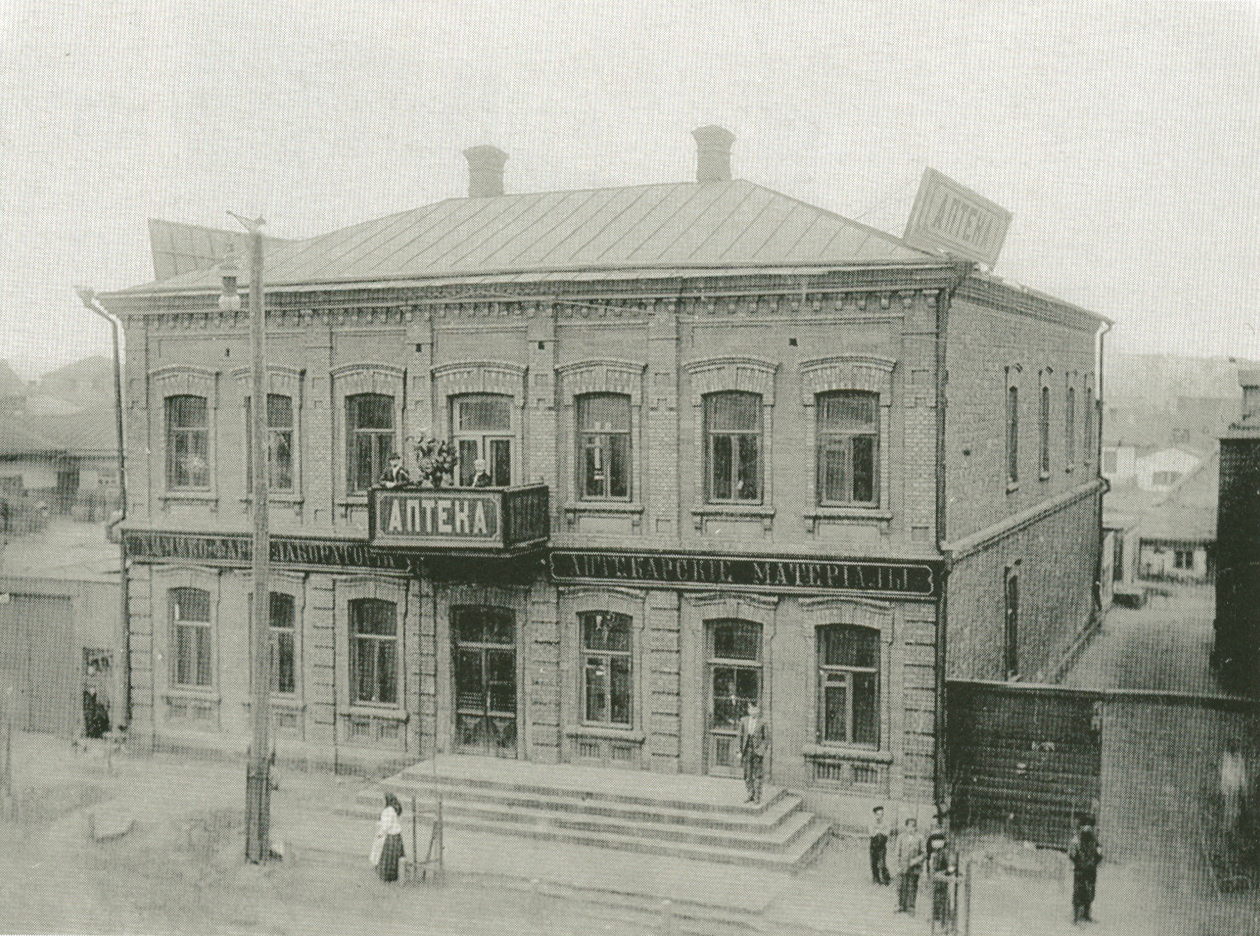
Аптека Лаче
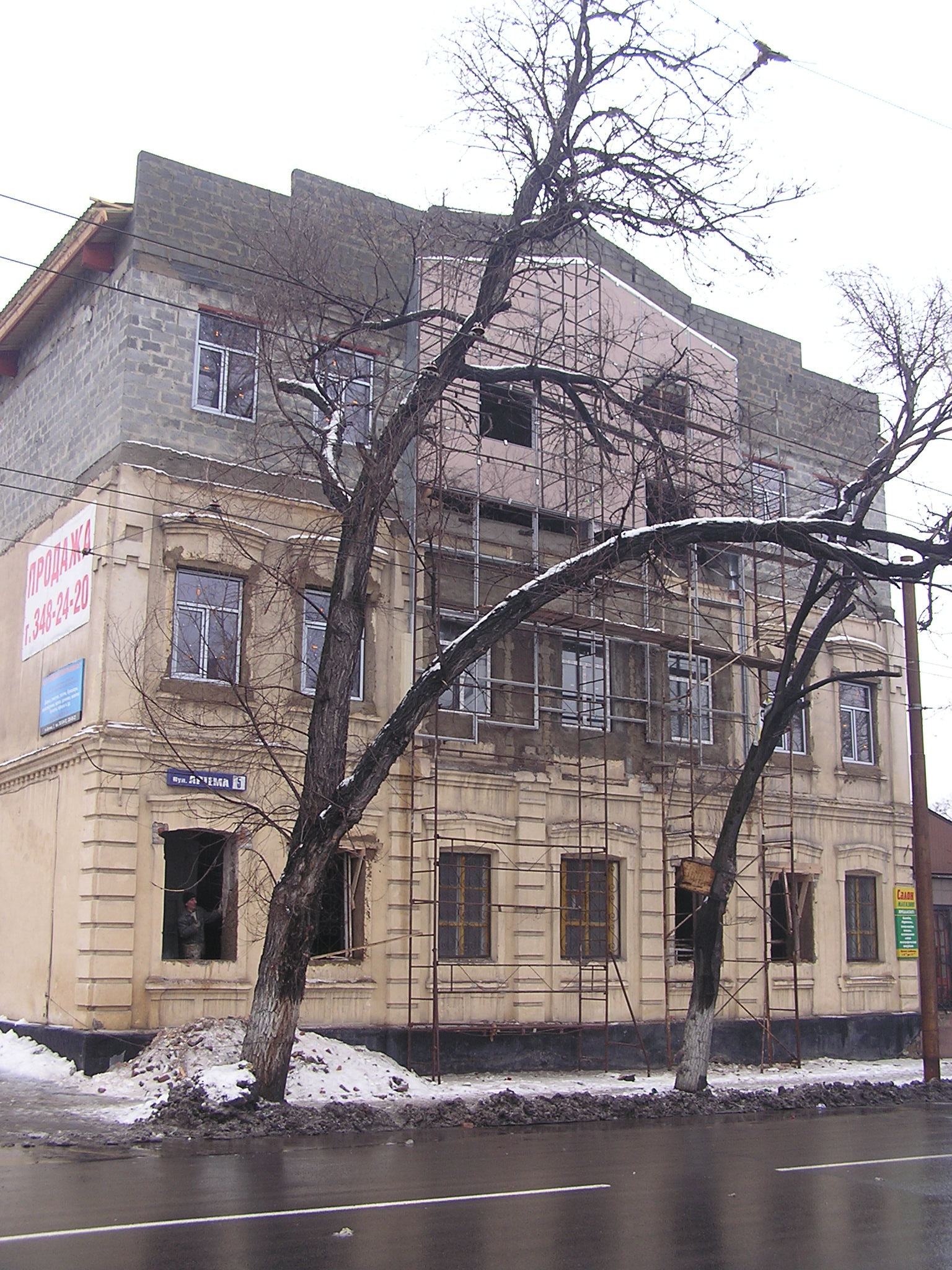
Здание во время достройки третьего этажа

В советское время в здании располагалась типография № 1.
До 2008 года здание сохранялось практически в первозданном виде и было двухэтажным, но в 2009 году был надстроен третий этаж и здание было облицовано современными материалами.

## Одноимённая аптека-музей
В то же время в 2009 году другая аптека, расположенная на площади Ленина взяла себе имя «аптека Лаче» и стала позиционировать себя как аптека-музей. Музей представляет собой угол в современной аптеке, в котором находятся около 200 экспонатов. Все экспонаты музея собраны в Донецкой области относятся к истории фармацевтики в регионе. Среди экспонатов: аптечные деревянные шкафы, штанглазы, весы, колбы и другое фармацевтическое оборудование. Экспозиция составлена Максимом Мясниковым совместно с Владимиром Силко и Виктором Хоменко.